# Facilitação empresarial

## Definição
Facilitação Empresarial (Enterprise Facilitation) é um método de desenvolvimento econômico sustentável a partir de suporte individual a empreendedores locais. Esse método foi proposto por Ernesto Sirolli, conforme descrito em sua dissertação de doutorado em 2004, e teve sua primeira implementação na Austrália em 1985. Desde então, diversos estudos investigaram a aplicação da Facilitação Empresarial por atores públicos e privados em uma ampla gama de iniciativas buscando promover empreendedorismo e gerar crescimento econômico local.
A maioria dos estudos descreve a implementação de projetos de Facilitação Empresarial como complementar a investimentos públicos de infraestrutura. Essas publicações argumentam que, enquanto governos tenham condição de criar a infraestrutura necessária para as pessoas e empresas operarem, a Facilitação Empresarial ajuda a criar e reter os negócios que darão uso e se beneficiarão dessa infraestrutura.

## Componentes
Iniciativas de facilitação empresarial têm três componentes principais: um facilitador empresarial, o Tripé da Administração (Trinity of Management) e um comitê de recursos.

### Facilitador Empresarial
O Facilitador Empresarial é um agente de desenvolvimento econômico; uma pessoa local que é treinada e colocada à disposição de qualquer indivíduo que queira iniciar ou expandir um negócio na comunidade. Esse agente é treinado para trabalhar de forma individual, gratuita e confidencial com aspirantes a empreendedores. Os Facilitadores Empresariais também são instruídos a nunca sugerir ideias aos empreendedores, mas apenas facilitar seu acesso a recursos para transformar suas próprias ideias e paixões em negócios sustentáveis.

### Tripé da Administração (Trinity of Management)
O Tripé da Administração (Trinity of Management) é um conceito de negócios que argumenta que todo negócio ou empresa possui três componentes principais:
1. Produto (ou serviço);
2. Marketing; e
3. Gestão financeira.

Ademais, esse conceito argumenta que cada um desses três componentes corresponde a um tipo de personalidade diferente, fazendo com que nenhum indivíduo seja igualmente capaz de se destacar em todas as três áreas de um negócio. Consequentemente, o método recomenda que empreendedores nunca iniciem um negócio sozinhos. Em vez disso, devem focar na sua principal área de interesse e especialização, e se cercar de parceiros de negócios que possam executar as demais áreas com similar paixão e maestria.

### Comitê de Recursos
O Comitê de Recursos é um grupo formado por profissionais com amplas redes na comunidade local. Este comitê possui dois objetivos principais. O primeiro é ajudar o Facilitador Empresarial a encontrar seus primeiros clientes: os aspirantes a empreendedores. Para isso, o Facilitador Empresarial é apresentado a diversas pessoas da rede do comitê. Durante essa introdução, o Facilitador Empresarial menciona que, caso o interlocutor saiba de alguém que esteja buscando iniciar ou expandir um negócio, o Facilitador está fornecendo suporte gratuito e confidencial para facilitar o sucesso do negócio.
O segundo objetivo do Comitê de Recursos, depois que os primeiros clientes são encontrados, é o de ajudar o Facilitador Empresarial a conectar os empreendedores a recursos locais. O comitê pode, por exemplo, apresentar os empreendedores a potenciais parceiros de negócios para formar o Tripé da Administração, a oportunidades de financiamento, ou a oportunidades de educação empreendedora.

## Princípios
Os princípios da Facilitação Empresarial, conforme descrito em sua publicação original, baseiam-se nas diretrizes da Psicologia Humanística e do Desenvolvimento Econômico Comunitário. Seguindo a escola Rogeriana de psicologia, o método defende uma abordagem exclusivamente de-resposta como o meio de fomentar o desenvolvimento econômico e humano. Nessa abordagem, agentes de desenvolvimento assumem a figura de facilitadores, não de especialistas. Da mesma forma, os agentes ajudam os empreendedores apenas a acessar os meios para seu sucesso, e não a determinarem seus objetos de finalidade.
A Facilitação Empresarial também exige que os agentes de desenvolvimento esperem que indivíduos venham até eles em busca de apoio e proíbe o início de qualquer atividade assistencial que traga ideias pré-concebidas à comunidade ou cliente. Assim, o método é desenhado para ser levado apenas às comunidades nas quais houve um convite ou pedido de auxílio vindo da própria comunidade.
Uma vez que essas condições sejam cumpridas, um membro da comunidade local pode ser treinado para se tornar um Facilitador Empresarial e fornecer serviços gratuitos e confidenciais de suporte local a aspirantes a empreendedores. Essas diretrizes vêm da crença de que paixão individual é o elemento base para o sucesso nos negócios e, além disso, algo que não pode ser ensinado. É por isso que na Facilitação Empresarial, os agentes precisam esperar que os indivíduos venham até eles. Pois, não há como motivar ou ensinar alguém a gostar de algo. Somente então, os agentes podem facilitar o acesso desses indivíduos a conhecimento, parceiros de negócios e oportunidades de financiamento.